# Musée de l'église Notre-Dame-de-l'Assomption de Morgex
Le musée paroissial de l'église Notre-Dame-de-l'Assomption est un musée situé à Morgex, en Vallée d'Aoste.

## Description
Le musée se situe au fond de la nef de gauche. Il accueille des fresques des XVe-XVIe siècles, aussi bien que des objets ayant appartenu au bienheureux Vuillerme de Léaval, qui a été titulaire de la paroisse de Morgex.
L'inventaire a été rédigé par l'archidiacre d'Aoste René Ribitel selon la volonté de l'évêque Antoine Philibert Albert Bailly.